# Centrale nucléaire d'Obrigheim
La centrale nucléaire d'Obrigheim, la plus ancienne d'Allemagne, est à l'arrêt depuis mai 2005. Elle est installée dans le « Land » du Bade-Wurtemberg. Elle est située sur le Neckar dans la traversée de l'Odenwald. Elle comprend un réacteur à eau pressurisée (REP) d'une puissance de 357 MW.
Commencée en 1965, la construction s'est achevée le 29 octobre 1968. La première criticité suivie du raccordement au réseau eurent lieu le 22 septembre 1968. L'exploitant est EnBW, qui est le troisième groupe énergétique allemand, et qui était détenu (jusqu'en décembre 2010) à près de 45 % par le français EDF.

## Prolongation d'exploitation
En 2002, EnBW, l'exploitant de la centrale, a demandé de prolonger l'utilisation de la centrale de cinq ans pour opérer un transfert de contingent de la centrale de Neckarwestheim II (sud) vers la centrale d'Obrigheim. 
Cette option était prévue par une clause de l'accord sur l'abandon progressif du nucléaire signé par le gouvernement et l'industrie le 11 juin 2001, qui permet de faire durer davantage certaines centrales si les opérateurs en ferment d'autres prématurément.
Les ministres se sont mis d'accord sur une prolongation de deux ans pour opérer un transfert de contingent non pas de la centrale de Neckarwestheim II, mais de celle de Philippsburg (ouest), plus ancienne. La durée de vie de Philippsburg s'en trouve diminuée de deux ans.

## Arrêt définitif de la centrale
Elle a été mise définitivement hors service le 11 mai 2005 après 37 ans d'activité.
Le démantèlement de cette centrale, la deuxième à être mise hors service en Allemagne après celle de Stade (nord) en novembre 2003, est prévu pour durer jusqu'en 2023. Cette opération coûtera quelque 500 millions d'euros, selon les estimations d'EnBW.
Le directeur technique d'EnBW a déclaré :
« D'un point de vue technique et économique, cette centrale aurait pu rester en activité compte tenu du niveau de sécurité élevé, en harmonie avec les nouvelles normes allemandes et internationales. Nous respectons la volonté politique de l'abandon du nucléaire qui s'est traduite par l'adoption d'une loi et avons ainsi apporté notre contribution à travers cette mise hors service ».